# Julien Robert
Julien Robert, född 11 december 1974 i Grenoble i Frankrike, är en fransk skidskytt.
Julien Robert har varit med och vunnit två OS-brons i stafett, OS 2002 samt OS 2006. Han har även vunnit VM-guld samt VM-brons på samma distans. Han är gift med den franska skidskytten Florence Baverel-Robert.